# Gerhard Wagenitz
Gerhard Werner Friedrich Wagenitz (né le 31 mai 1927 à Potsdam et mort le 30 janvier 2017 à Rüdesheim) est un botaniste allemand et professeur d'université. Son abréviation officielle d'auteur botanique est "Wagenitz".

## Biographie
Wagenitz étudie la biologie, la chimie et la physique à Berlin et à Göttingen. En 1955, il obtient son doctorat auprès de Franz Firbas (de) (1902-1964). En 1956, il reçoit une bourse pour le département de botanique du Muséum d'histoire naturelle de Vienne et, la même année, il devient assistant à l'Institut de botanique systématique et de géographie végétale de l'Université libre de Berlin (FU Berlin). De 1958 à 1969, il travaille comme conservateur au Jardin botanique et musée botanique de Berlin-Dahlem. Wagenitz est diplômé en botanique en 1962 à l'Université libre de Berlin. De 1969 à 1993, il est professeur à la chaire de systématique des plantes à l'Institut géobotanique systématique de l'Université de Göttingen. Depuis 1982, il est membre à part entière de l'Académie des sciences de Göttingen. Ses principaux domaines de travail sont la systématique botanique (plantes à fleurs, en particulier la famille des marguerites) et histoire de la botanique.
Wagenitz est membre honoraire de la Société botanique allemande et depuis 2012 membre honoraire de la Société des naturalistes de Moscou. Le genre végétal Wagenitzia porte son nom de la famille des marguerites (Asteraceae).

## Publications (sélection)
- Adelbert von Chamisso als Naturforscher und E. T. A. Hoffmann als Wissenschaftskritiker (= Nachrichten der Akademie der Wissenschaften zu Göttingen. Mathematisch-Physikalische Klasse. Jg. 2005, Nr. 2,  (ISSN 0065-5295)). Vandenhoeck & Ruprecht, Göttingen 2005.
- Albrecht von Haller als Botaniker in Göttingen. In: Göttinger Jahrbuch. Bd. 51, 2003,  (ISSN 0072-4882), S. 15–26.
- Morphologie am Botanischen Museum Berlin. Gerhard Wagenitz am 4.10.2003 beim Festkolloquium in Göttingen zur Verabschiedung von Frau Dr. Ursula Hoffmann. s. n., s. l. 2003.
- „Simplex sigillum veri“, auch in der Biologie? (= Nachrichten der Akademie der Wissenschaften zu Göttingen. Mathematisch-Physikalische Klasse. Jg. 2003, Nr. 2). Vandenhoeck & Ruprecht, Göttingen 2003.
- Anfänge der Botanik an der Georgia Augusta im Spannungsfeld zwischen Haller und Linné (= Nachrichten der Akademie der Wissenschaften zu Göttingen. Mathematisch-Physikalische Klasse. Jg. 2001, Nr. 2). Vandenhoeck & Ruprecht, Göttingen 2001.
- Wörterbuch der Botanik. Morphologie, Anatomie, Taxonomie, Evolution. Die Termini in ihrem historischen Zusammenhang. Mit einem englisch-deutschen und einem französisch-deutschen Register. G. Fischer, Jena u. a. 1996,  (ISBN 3-437-35180-X) (2., erweiterte Auflage. Spektrum Akademischer Verlag. Heidelberg u. a. 2003,  (ISBN 3-8274-1398-2)).
- Göttinger Biologen. 1737–1945. Eine biographisch-bibliographische Liste (= Göttinger Universitätsschriften. Serie C: Kataloge. Bd. 2). Vandenhoeck & Ruprecht, Göttingen 1988,  (ISBN 3-525-35876-8), Digitalisat.
- als Herausgeber: Compositae II. Matricaria – Hieracium (= Illustrierte Flora von Mittel-Europa (de). Band 6: Spermatophyta. Angiospermae. Dicotyledones 4. Tl. 3). 2., überarbeitete und erweiterte Auflage. Parey, Berlin u. a. 1987,  (ISBN 3-489-86020-9).
- Das Bild der Pflanze in botanischen Werken (= Kleine Ausstellungsführer der Niedersächsischen Staats- und Universitätsbibliothek Göttingen. 9, ZDB-ID 583392-9). Niedersächsische Staats- und Universitäts-Bibliothek, Göttingen 1982.
- Index collectorum principalium Herbarii Gottingensis. Systematisch-Geobotanisches Institut der Georg-August-Universität Göttingen, Göttingen 1982.
- als Herausgeber: Juglandaceae, Myricaceae, Salicaceae, Betulaceae, Fagaceae, Ulmaceae, Moraaceae, Cannabaceae, Urticaceae, Loranthaceae, Santalaceae, Aristolochiaceae, Polygonaceae (= Illustrierte Flora von Mitteleuropa. Band 3: Angiospermae. Dicotyledones. Tl. 1). 3., überarbeitete und erweiterte Auflage. Parey, Berlin u. a. 1981,  (ISBN 3-489-59020-1).
- als Herausgeber: Compositae I. Allgemeiner Teil, Eupatorium – Achillea (= Illustrierte Flora von Mitteleuropa. Band 6: Spermatophyta. Angiospermae. Dicotyledones 4. Tl. 3). 2., völlig neubearbeitete Auflage. Parey, Berlin u. a. 1979,  (ISBN 3-8263-2845-0).